# Represa de Balbina
La represa de Balbina (en portugués, Usina Hidrelétrica de Balbina) es una presa y central hidroeléctrica ubicada en el curso del río Uatumã, en la selva amazónica (Brasil). La ubicación concreta está bajo la jurisdicción del municipio de Presidente Figueiredo, en el estado de Amazonas.
Fue construida entre 1985 y 1989 y la administra Manaus Energia, bajo el sistema Eletronorte. El primero de los cinco generadores comenzó a operar en febrero de 1989. La represa genera una media de 250 megavatios de electricidad del sistema fluvial e inundó un total de 2.360 km² de selva tropical.
La represa se estableció para proporcionar un suministro de electricidad renovable a la ciudad de Manaus pero fue considerada por los habitantes locales como un proyecto controvertido desde el principio, debido a la pérdida de selva y el desplazamiento de territorios de tribus locales amerindias. También se criticó lo caro de su construcción y el coste de mantenimiento.
Se critica su coste ecológico. Durante sus tres primeros años, el embalse Balbina emitió 23.750.000 toneladas de dióxido de carbono y 140.000 toneladas de metano.